# Episodi di Buona fortuna Charlie (quarta stagione)
La quarta ed ultima stagione della serie televisiva Buona fortuna Charlie viene trasmessa dal 28 aprile 2013 al 16 febbraio 2014 sul canale statunitense Disney Channel. Dal settimo episodio della stagione apparirà come guest star, Luke Benward. Luke Benward e Jason Dolley avevano lavorato precedentemente al film Disney per la televisione del 2008, Gli esploratori del tempo.
In Italia la stagione è stata trasmessa dal 6 ottobre 2013 al 24 maggio 2014, con l'episodio 17 che viene però trasmesso il 13 dicembre 2014.
| nº | Titolo originale               | Titolo italiano                         | Prima TV USA      | Prima TV Italia  |
| -- | ------------------------------ | --------------------------------------- | ----------------- | ---------------- |
| 1  | Duncan Dream House             | La casa dei sogni dei Duncan            | 28 aprile 2013    | 6 ottobre 2013   |
| 2  | Doppel Date                    | "Nuovi" Appuntamenti                    | 5 maggio 2013     | 13 ottobre 2013  |
| 3  | Demolition Dabney              | La difficile intervista                 | 12 maggio 2013    | 20 ottobre 2013  |
| 4  | Go Teddy!                      | Forza, Teddy!                           | 19 maggio 2013    | 16 febbraio 2014 |
| 5  | Rock Enroll                    | Chi la fa l'aspetti                     | 2 giugno 2013     | 3 novembre 2013  |
| 6  | The Unusual Suspects           | Gli insoliti sospetti                   | 8 giugno 2013     | 10 novembre 2013 |
| 7  | Rat-A-Teddy                    | Alla ricerca del ratto perduto          | 23 giugno 2013    | 17 novembre 2013 |
| 8  | Charlie 4, Toby 1              | Charlie 4,Toby 1                        | 14 luglio 2013    | 24 novembre 2013 |
| 9  | Futuredrama                    | Charlie nel futuro                      | 28 luglio 2013    | 23 febbraio 2014 |
| 10 | Teddy's New Beau               | Il nuovo Beau di Teddy                  | 4 agosto 2013     | 2 marzo 2014     |
| 11 | Teddy's Choice                 | La scelta di Teddy                      | 11 agosto 2013    | 9 marzo 2014     |
| 12 | Bug Prom                       | Il ballo della cimice                   | 15 settembre 2013 | 16 marzo 2014    |
| 13 | Weekend in Vegas               | Week-end a Las Vegas                    | 22 settembre 2013 | 23 marzo 2014    |
| 14 | Fright Night                   | Notte da brivido                        | 6 ottobre 2013    | 27 ottobre 2013  |
| 15 | Sister, Sister                 | Sorella sorella                         | 13 ottobre 2013   | 30 marzo 2014    |
| 16 | Bob's Beau-Be-Gone             | Arrivederci Beau                        | 10 novembre 2013  | 27 aprile 2014   |
| 17 | Good Luck Jessie NYC Christmas | Buona fortuna Jessie: Natale a New York | 29 novembre 2013  | 13 dicembre 2014 |
| 18 | Accepted                       | C'è posta per te, da Yale               | 19 gennaio 2014   | 4 maggio 2014    |
| 19 | Down a Tree                    | La casa sull'albero                     | 26 gennaio 2014   | 11 maggio 2014   |
| 20 | Good Bye Charlie               | Buona fortuna Teddy!                    | 16 febbraio 2014  | 24 maggio 2014   |

## La casa dei sogni dei Duncan
- Titolo originale: Duncan Dream House
- Diretto da: Bob Koherr
- Scritto da: Phil Baker & Drew Vaupen

### Trama
I Duncan sono appartati in un albergo dopo che la loro casa è stata distrutta dalle termiti nella precedente stagione. Devono decidere se rinnovare la vecchia casa o se ricostruirne una nuova. L'unica a cui non piace l'idea di una casa nuova è Charlie. Nel frattempo, Gabe finge di essere un bambino prodigio commercialista per ottenere cibo gratis a un seminario di contabilità in hotel. PJ e Emmett decidono di abbandonare il loro appartamento per cercarne uno migliore.

## "Nuovi" Appuntamenti
- Titolo originale: Doppel Date
- Diretto da: Bob Koherr
- Scritto da: Patrick McCarthy & Erika Kaestle

### Trama
Teddy e Spencer sono in videochat e il ragazzo annuncia a Teddy che esce con una nuova ragazza. Amy chiede a Bob e Gabe di andare a comprare un nuovo divano che piaccia a lei. Ma loro vedono un altro divano e, disubbidendo ad Amy, lo comprano. Intanto Teddy esce con un nuovo ragazzo ma si accorge che assomiglia molto a Spencer, capendo di non riuscire a dimenticare l'ex.

## La difficile intervista
- Titolo originale: Demolition Dabney
- Diretto da: Bob Koherr
- Scritto da: Phil Baker & Drew Vaupen

### Trama
Teddy dovrà affrontare l'intervista per entrare a Yale, ma Amy, la mamma con un "super-ego" da fare quasi paura, la mette in difficoltà cercando di utilizzare l'incontro della figlia per un nuovo servizio per la trasmissione Buongiorno Denver. Gabe intanto si è preso una cotta per Lauren, nipote della signora Dabney e cercherà aiuto dall'ingenuo fratello PJ. Bob prepara insieme a Vern un servizio fotografico per pubblicizzare il loro lavoro utilizzando una faccia che aiuterà sicuramente...

## Forza, Teddy!
- Titolo originale: Go Teddy!
- Diretto da: Bob Koherr
- Scritto da: Jim Gerkin

### Trama
Teddy vorrebbe finalmente entrare nelle cheerleader dato che una delle ragazze non potrà gareggiare a causa di un incidente, e la finale si terrà alle Hawaii. Cassy le invia il numero di danza da fare al provino ma Teddy, a causa di una pausa fatta da Cassy durante il video, crede che il numero sia finito anche se il balletto era solo alla metà. Così ai provini si presenta impreparata anche se poi otterrà una seconda occasione. Nel contempo Pj deve occuparsi del piccolo Toby; una volta al parco scommette con Gabe di riuscire ad entrare nell'altalena per bambini. Intanto Bob accompagna Charlie all'asilo in vestaglia e viene cacciato dalla direttrice per l'abbigliamento non consono. Inizia così una lotta con la direttrice che si concluderà con l'espulsione dall'asilo di Bob.
- Nota: L'episodio è stato trasmesso in Prima TV il 3 novembre 2013, alle 15:00. Viene ritrasmesso nuovamente per errore il 21 novembre alle 20:10 e il 22 alle 14:00. Viene trasmesso di nuovo il 12 febbraio 2014, alle 17:55 senza promo. Viene trasmesso con il promo il 16 febbraio 2014.

## Chi la fa l'aspetti
- Titolo originale: Rock Enroll
- Diretto da: Bob Koherr
- Scritto da: Phil Baker & Drew Vaupen

### Trama
Teddy cerca un buon argomento su cui scrivere una relazione personale per l‘ammissione al college. Nel frattempo, Gabe aiuta uno studente di un suo ex insegnante (suo storico rivale) a fargli uno scherzo. PJ e Bob cercano di andare al concerto degli AVM, con il famosissimo cantante Russel Germoglio, gruppo molto amato da Bob che per l'occasione si veste a tema. Però, riuscirono ad arrivare alla fine del concerto.

## Gli insoliti sospetti
- Titolo originale: The Unusual Suspects
- Diretto da: Tommy Thompson
- Scritto da: Tom Anderson

### Trama
Teddy cerca di scoprire insieme a Ivy chi le sta lasciando lettere minatorie a scuola. Nel frattempo, Amy pensa che la figlia di Debbie, Deedee, abbia una cattiva influenza su Charlie e la chiama per discutere della cosa. Gabe convince PJ a fingere di essere il suo tutore legale per non far sapere ai genitori i suoi brutti voti sulla pagella.

## Alla ricerca del ratto perduto
- Titolo originale: Rat-A-Teddy
- Diretto da: Eric Allan Kramer
- Scritto da: Erika Kaestle & Patrick McCarthy

### Trama
Teddy organizza un pigiama party con delle amiche nell'appartamento di PJ mentre lui e Emmett si prendono cura dei ratti da compagnia dei loro vicini, mentre loro sono via. Nel frattempo, dopo che Vern si è licenziato e avviato una propria attività di disinfestazione, Bob da il lavoro ad un adolescente inesperto di nome Beau. PJ e Emmett fanno scappare i topi facendoli andare nella loro abitazione, dove si sta svolgendo il pigiama party. Intanto, Amy e la signora Dabney usano Gabe e Lauren facendogli fare i lavori domestici. La giovane coppia lo capisce e si vendicano facendo credere alle due donne di essersi lasciati a causa loro. Amy e Estelle allora, dispiaciute, fanno tutto ciò che chiedono i ragazzi. All'appartamento, Bob e Beau, arrivano a catturare il topo. Beau incontra le ragazze e quando vede Teddy, se ne innamora.

## Charlie 4,Toby 1
- Titolo originale: Charlie 4,Toby 1
- Diretto da: Bruce Leddy
- Scritto da: Erika Kaestle & Patrick McCarthy

### Trama
È il compleanno di Charlie e Toby e Amy va su tutte le furie quando scopre che Deedee Dooley celebra il compleanno lo stesso giorno dei bambini. Teddy aiuta Beau a rompere con la sua ragazza. Gabe viene mandato a casa da scuola perché stava facendo una rissa.

## Charlie nel futuro
- Titolo originale: Futuredrama
- Diretto da: Bruce Leddy
- Scritto da: Annie Levine & Jonathan Emerson

### Trama
L'episodio si ambienta nel futuro, dove Charlie ha 14 anni e guarda un video diario di Teddy basato su una lotta del silenzio che ha avuto con Gabe, nella speranza che questo video la guiderà visto che lei si trova nella stessa situazione con suo fratello Toby, di 11 anni.

## Il nuovo Beau di Teddy
- Titolo originale: Teddy's New Beau
- Diretto da: Bruce Leddy
- Scritto da: Christopher Vane

### Trama
Beau chiede a Teddy di accompagnarlo ad un appuntamento con un'altra ragazza, ma lì Teddy scopre che non c'è nessun'altra ragazza ed era solo una scusa per avere un appuntamento con lei. Nel frattempo, dopo che Bob e Amy decidono di andare a cena raccomandano PJ di badare a Gabe, Charlie e Toby e di non combinare i soliti pasticci. Ma PJ si siede accidentalmente sulla scatola di succo di Charlie sporcando il divano.

## La scelta di Teddy
- Titolo originale: Teddy's Choice
- Diretto da: Bob Koherr
- Scritto da: Jim Gerkin

### Trama
I Duncan festeggiano il 18 ° compleanno di Teddy. La Ragazza invita Beau il suo nuovo fidanzato, in videochat cerca di dirlo a Spencer ma non ci riesce.
Al Giorno della festa si presenta Spencer a sorpresa, poco dopo arriva Beau e i due si conoscono. 
Teddy rivela a tutti che sta uscendo con Beau così lo scopre anche Spencer.
Dopo, finita la festa, Spencer rivela a Teddy che vuole tornare con lei e che dovrà scegliere tra lui e Beau.
Teddy sceglie Beau perché se no la sua relazione con Spencer sarebbe troppo complicata ma vuole rimanere sua amica, Spencer, deluso dice che non può farcela perché la ama ancora e se ne va; intanto Teddy sembra pentirsene della sua scelta.

## Il ballo della cimice
- Titolo originale: Bug Prom
- Diretto da: Bob Koherr
- Scritto da: Phil Baker & Drew Vaupen

### Trama
Bob trascina Amy ad andare ad un locale dove si balla. Anche Teddy viene invitata da Beau lì ma la notte si trasforma in un disastro quando Teddy scopre che la zia di Beau, Karen è la donna che Amy odia, quella che lavorava in ospedale con lei. Karen e Amy allora fanno una gara di ballo. Gabe prende dei biglietti per guardare un nuovo film con Lauren, ma lei ha un contrattempo e non può venire. Allora la signora Dabney dice a Gabe di portarla al cinema. Gabe è d'accordo, ma la signora Dabney parla ad alta voce in teatro, e lei e Gabe vengono espulsi. Nel frattempo PJ bada a Charlie e Toby e deve cuocere una torta per la scuola di cucina. La torta viene male ma poi Charlie cuoce una torta nel suo piccolo forno che ha un sapore davvero buono, quindi PJ vuole creare una torta uguale alla sua.

## Weekend a Las Vegas
- Titolo originale: Weekend in Vegas
- Diretto da: Phill Lewis
- Scritto da: Jim Gerkin

### Trama
Ivy propone a Teddy un viaggio insieme prima della separazione per il college e, con l'inganno, la trascina in una gita a Las Vegas, in Nevada. Bob e PJ vengono coinvolti nel matrimonio di due vicini, mentre Amy non riesce a trattenere la sua irruenza durante una partita di baseball di Gabe.

## Notte da brivido
- Titolo originale: Fright Night
- Diretto da: Bob Koherr
- Scritto da: Christopher Vane

### Trama
Teddy e i suoi amici fanno dei canti di Halloween, gli 'Halloween Carol' per raccogliere fondi per il club di teatro. Nel frattempo, i piani di PJ e Gabe per una semplice notte si trasformano in un incubo dopo che una mamma vicina non da le caramelle a loro.

## Sorella Sorella
- Titolo originale: Sister, Sister
- Diretto da: Drew Vaupren
- Scritto da: Phil Baker

### Trama
Saputo il motivo per cui la madre non parla più con la sorella, Teddy si prodiga, con successo, per farle rappacificare. Intanto Gabe deve vedersela con un fotografo che continua a usare le foto di Toby per pubblicizzare un supermercato, all'insaputa dei genitori. Pj desidera la cucina libera per far conquiste…

## Arrivederci Beau
- Titolo originale: Bob's Beau-Be-Gone
- Diretto da: Leigh-Allyn Baker
- Scritto da: Tom Anderson

### Trama
Beau deve decidere se lasciare Denver per accettare un lavoro in Tennessee. Gabe scrive delle lettere da ammiratore segreto all'emittente televisiva nella quale lavora Amy. Pj ed Emmett cercano un nuovo coinquilino per dividere l'affitto.

## Buona fortuna Jessie: Natale a New York
- Titolo originale: Good Luck Jessie NYC Christmas
- Diretto da:Phill Lewis e Rich Correll
- Scritto da: Bo Belanger, Jonah Kuehner, Valerie Ahern e Christian McLaughlin.

### Trama
L'episodio si apre con Teddy che viene accettata per frequentare Yale a New York. Teddy, insieme a PJ va a New York. Ma quando PJ rimane fermo ad un carrello degli hot dog, incontra Skyler, trasferitasi a New York, è così tornano insieme. Nel frattempo, Teddy, nella metropolitana, incontra Jessie e Zuri. Arrivati a casa Ross, Teddy e PJ decidono di rimanere finché la tormenta di neve non smette. E da lì iniziano i guai. Intanto, a Denver, Amy e Bob cercare di capire che regalo vuole Charlie per Natale.
- Cast di Jessie: Debby Ryan (Jessie Prescott), Cameron Boyce (Luke Ross), Karan Brar (Ravi Ross), Skai Jackson (Zuri Ross), Peyton Roi List (Emma Ross), Kevin Chamberlin (Bertram), Frank (Mrs. Kipling)
- Guest star: Dana Daurey (Marcy), Amir K (George), Peter Allyn Vogt (Babbo Natale), Paul Willson (L'altro Babbo Natale), Joe Gieb (Joe), Mike Batayeh (Sal), Gabby Sanalitro (Ada)
- Nota: È un crossover natalizio di un'ora, ed è considerato un episodio sia di Buona fortuna Charlie, che di Jessie, infatti la sigla contiene i personaggi di entrambe le serie.
- Nota: Questo crossover, visti gli altri tra "Austin & Ally" e "Jessie", "Buona fortuna Charlie" e "A tutto ritmo", e "Liv e Maddie" e Jessie", fa capire che tutte queste serie, vivono nello stesso universo immaginario.
- Nota: Nella seconda parte dell'episodio speciale, le voci di Teddy e PJ sono state doppiate da doppiatori diversi.

## C'è posta per te, da Yale
- Titolo originale: Accepted
- Diretto da: Bob Koherr
- Scritto da: Gigi M. Green

### Trama
Teddy è in lista d'attesa per Yale e potrebbe prendere subdolamente il posto del talentuoso Victor. Gabe ha comprato un monopattino elettrico ma la madre glielo fa usare solo a patto che giri con lei. Papà è un pessimo barzellettiere ma la maestra di Charlie lo invita ad esibirsi all'asilo: esordisce con un disastro ma poi improvvisa cadendo e i piccoli lo adorano.

## La casa sull'albero
- Titolo originale: Down a Tree
- Diretto da: Erika Kaestle
- Scritto da: Dan Staley

### Trama
Ivy è furiosa perché Teddy ha suggerito involontariamente ai genitori di trasferirsi per seguire la figlia al college. Tylor, l'amichetta di Charlie, vive con due mamme adottive che caratterialmente faticano a sintonizzarsi con i Duncan. Pj, uscito da poco di casa, non ce la fa a gestire il bilancio e va a vivere nella casa sull'albero, che però alla fine crolla, come era successo in precedenza.
- Curiosità: questo episodio fa riferimento all'episodio della prima stagione che appunto ha l'omonimo titolo, perché alla fine tutti cadono dalla casa sull'albero.

## Buona fortuna Teddy!
- Titolo originale: Good Bye Charlie
- Diretto da: Bob Koherr
- Scritto da: Phil Baker, Drew Vaupen e Dan Staley

### Trama
Teddy deve partire per il college e si prepara a fare l'ultimo video-diario per Charlie, ma non le viene in mente niente di importante da dire. Amy vorrebbe tanto fare carriera nella televisione in cui lavora e si propone per il ruolo di co-conduttrice della trasmissione "Buongiorno Denver". PJ, alla ricerca di un lavoro, si mette in affari con un amico e insieme aprono un furgone per la ristorazione. Bob incontra Spencer e, dietro suggerimento di Teddy, lo invita alla festa che Teddy darà per salutare gli amici. Gabe deve convincere il figlio pestifero della nuova vicina a lasciar stare la signora Dabney. Alla fine Spencer e Teddy si rimettono insieme; PJ, Bob, ed Emmett lavorano al furgone ristoro, con l'idea che ha avuto PJ: panini al burro di arachidi e gelatina; Amy riesce ad ottenere il lavoro di co-conduttrice a "Buongiorno Denver"; e Gabe riesce a portare a termine ciò che gli aveva chiesto la signora Dabney, e i due si dichiarano tregua dagli scherzi visto che ormai Gabe è cresciuto, ma la signora Dabney riconosce in Toby lo stesso luccichio maligno che riconobbe in Gabe da piccolo, così pensa che sarà Toby a farle gli scherzi che le faceva Gabe; infine Teddy, prima di andare al college, fa l'ultimo video diario, insieme al resto della famiglia, e Charlie, per quando sarà adolescente, avrà tutti i consigli dei video-diari di Teddy.
- Nota: questo è un episodio speciale di un'ora e l'episodio finale della serie.
- Curiosità: nell'ultima scena, quando Teddy fa l'ultimo video-diario, c'è tutta la famiglia con lei, eccetto Toby.
- Curiosità: nell'ultimissima scena, dove vengono scritti i titoli di coda, vengono mostrati tutti i momenti più belli, presi dagli episodi, fino all'ultimo video-diario, con, in sottofondo, un remix della canzone della sigla.